# يوهان تشاربينيت
يوهان تشاربينيت (بالفرنسية: Johann Charpenet)‏ (3 أغسطس 1976 في روان) لاعب كرة قدم فرنسي يلعب حاليا في نادي الدرجة الثالثة بولي إييدو الإسباني في خط الدفاع .
خلال مسيرته الرياضية مثل تشاربينيت أندية ليون ، نيم، سيدان، بريست (فرنسا) ، راسينغ فيرول (إسبانيا) من سنة 1996 إلى سنة 2008 .
حقق تشاربينيت الميدالية الفضية في بطولة كأس فرنسا مع نادي سيدان سنة 2005 .

## روابط خارجية
- يوهان تشاربينيت على موقع رابطة كرة القدم الفرنسية للمحترفين (الإنجليزية)
- يوهان تشاربينيت على موقع قاعدة بيانات كرة القدم.إي يو (الإنجليزية)
- يوهان تشاربينيت على موقع ليكيب (الفرنسية)
- يوهان تشاربينيت على موقع Soccerway.com (الإنجليزية)
- يوهان تشاربينيت على موقع كووورة